# روي كاميرون
روي كاميرون (بالإنجليزية: Roy Cameron)‏ هو عالم أمراض أسترالي، ولد في 30 يونيو 1899 في إتشوكا في أستراليا، وتوفي في 20 أكتوبر 1966 في فنشلي ‏ في المملكة المتحدة.